# Puchar Świata Juniorów w saneczkarstwie (tory naturalne) 2015/2016
Sezon 2015/2016 Pucharu Świata Juniorów w saneczkarstwie na torach naturalnych – 2. sezon w historii Pucharu Świata Juniorów w saneczkarstwie na torach naturalnych rozpoczął się 2 stycznia 2016 roku w austriackiej miejscowości Winterleiten w gminie Obdach. Ostatnie zawody z tego cyklu zostały rozegrane 24 stycznia 2016 roku na torze w austriackim mieście Kindberg. Rozegrane zostały cztery konkursy w czterech miastach.
Podczas sezonu 2015/2016 odbyła się jedna ważna impreza w randze juniorów. To Mistrzostwa Świata Juniorów, które zostały rozegrane na torze, we włoskim Latsch.
W klasyfikacji kobiet zwyciężyła Niemka Theresa Maurer, u mężczyzn wygrał Nowozelandczyk Jack Leslie, natomiast najlepsi w dwójkach okazali się Polacy Rafał Zasuwa i Paweł Spratek.

## Kalendarz zawodów Pucharu Świata
| Lp.                                  | Data                | Miejscowość         | Konkurencja      | 1 miejsce                              | 2 miejsce                            | 3 miejsce                                |
| ------------------------------------ | ------------------- | ------------------- | ---------------- | -------------------------------------- | ------------------------------------ | ---------------------------------------- |
| 1. PŚ                                | 2–3 stycznia 2016   | Obdach-Winterleiten | Jedynki kobiet   | Theresa Maurer                         | Alexandra Pfattner                   | Lisa Walch                               |
| 1. PŚ                                | 2–3 stycznia 2016   | Obdach-Winterleiten | Jedynki mężczyzn | Fabian Achenrainer                     | Florian Markt                        | Thomas Hörburger                         |
| 1. PŚ                                | 2–3 stycznia 2016   | Obdach-Winterleiten | Dwójki mężczyzn  | Polska Rafał Zasuwa · Paweł Sprątek    | –                                    | –                                        |
| 2. PŚ                                | 5–6 stycznia 2016   | Seiseralm           | Jedynki kobiet   | Daniela Mittermair                     | Alexandra Pfattner                   | Theresa Maurer                           |
| 2. PŚ                                | 5–6 stycznia 2016   | Seiseralm           | Jedynki mężczyzn | Jack Leslie                            | Florian Haselrieder                  | Laurin Jakob Kompatscher                 |
| 2. PŚ                                | 5–6 stycznia 2016   | Seiseralm           | Dwójki mężczyzn  | Polska Rafał Zasuwa · Paweł Sprątek    | –                                    | –                                        |
| 3. PŚ                                | 16-17 stycznia 2016 | Umhausen            | Jedynki kobiet   | Theresa Maurer                         | Alexandra Pfattner                   | Daniela Mittermair                       |
| 3. PŚ                                | 16-17 stycznia 2016 | Umhausen            | Jedynki mężczyzn | Fabian Achenrainer                     | Jack Leslie                          | Philip Haselrieder Thomas Hörburger      |
| 3. PŚ                                | 16-17 stycznia 2016 | Umhausen            | Dwójki mężczyzn  | Niemcy Josef Limmer · Florian Limmer   | –                                    | –                                        |
| 4. PŚ                                | 23-24 stycznia 2016 | Kindberg            | Jedynki kobiet   | Theresa Maurer                         | Alexandra Pfattner                   | Camilla Singer                           |
| 4. PŚ                                | 23-24 stycznia 2016 | Kindberg            | Jedynki mężczyzn | Florian Markt                          | Jack Leslie                          | Philip Haselrieder                       |
| 4. PŚ                                | 23-24 stycznia 2016 | Kindberg            | Dwójki mężczyzn  | Włochy Manuel Gaio · Nicolo Debertolis | Niemcy Josef Limmer · Florian Limmer | Bułgaria Weselin Iliew · Jordan Dimitrow |
| Mistrzostwa Świata Juniorów – Latsch |                     |                     |                  |                                        |                                      |                                          |

## Klasyfikacje

### Jedynki kobiet
| 1.    | Theresa Maurer       | Niemcy  | 1.  | 3.  | 1.  | 1.  | 370 |
| 2.    | Alexandra Pfattner   | Włochy  | 2.  | 2.  | 2.  | 2.  | 340 |
| 3.    | Daniela Mittermair   | Włochy  | 4.  | 1.  | 3.  | 4.  | 290 |
| 4.    | Greta Oberrauch      | Włochy  | 5.  | 4.  | 8.  | 5.  | 212 |
| 5.    | Nadine Staffler      | Włochy  | 6.  | 9.  | 5.  | 9.  | 183 |
| 6.    | Camilla Singer       | Włochy  | 7.  | –   | 4.  | 3.  | 176 |
| 7.    | Vanessa Markt        | Austria | 9.  | 7.  | 7.  | 8.  | 173 |
| 8.    | Andrea Kuntner       | Włochy  | 8.  | 11. | 9.  | 7.  | 161 |
| 9.    | Christa Unterholzner | Włochy  | 12. | 8.  | 6.  | 13. | 154 |
| 10.   | Mara Pfeifer         | Włochy  | 13. | 6.  | 10. | 10. | 152 |
| . . . |                      |         |     |     |     |     |     |
| 15.   | Dominika Krupińska   | Polska  | 18. | 17. | 15. | 17. | 97  |

### Mężczyźni
| 1.    | Jack Leslie              | Nowa Zelandia | 4.  | 1.  | 2.  | 2.  | 330 |
| 2.    | Fabian Achenrainer       | Austria       | 1.  | 5.  | 1.  | 4.  | 315 |
| 3.    | Philip Haselrieder       | Włochy        | 5.  | 4.  | 3.  | 3.  | 255 |
| 4.    | Thomas Hörburger         | Austria       | 3.  | 6.  | 3.  | 4.  | 250 |
| 5.    | Florian Haselrieder      | Włochy        | 6.  | 2.  | 5.  | 7.  | 236 |
| 6.    | Florian Markt            | Austria       | 2.  | 23. | 16. | 1.  | 228 |
| 7.    | Laurin Jakob Kompatscher | Włochy        | 8.  | 3.  | 6.  | 6.  | 212 |
| 8.    | Lukas Gasser             | Włochy        | 9.  | 9.  | 7.  | 8.  | 166 |
| 9.    | Josef Limmer             | Niemcy        | 19. | 12. | 8.  | 9.  | 135 |
| 10.   | Weselin Iliew            | Bułgaria      | 12. | 14. | 11. | 10. | 130 |
| . . . |                          |               |     |     |     |     |     |
| 27.   | Kacper Spratek           | Polska        | 30. | 27. | –   | 23. | 43  |
| 30.   | Patryk Budny             | Polska        | –   | –   | 21. | 28. | 33  |
| 35.   | Konrad Lisik             | Polska        | 26. | 25. | –   | –   | 31  |
| 35.   | Rafał Zasuwa             | Polska        | 29. | 22. | –   | –   | 31  |
| 38.   | Aleksander Grecki        | Polska        | 31. | 32. | –   | –   | 19  |
| 38.   | Kacper Pietraszko        | Polska        | –   | –   | 22. | –   | 19  |
| 42.   | Paweł Spratek            | Polska        | 28. | –   | –   | –   | 13  |

### Dwójki mężczyzn
| Miejsce | Zawodnicy                     | Reprezentacja | OB-WI | SEI | UMH | KIN | Punkty |
| ------- | ----------------------------- | ------------- | ----- | --- | --- | --- | ------ |
| 1.      | Rafał Zasuwa Paweł Spratek    | Polska        | 1.    | 1.  | –   | –   | 200    |
| 2.      | Josef Limmer Florian Limmer   | Niemcy        | –     | –   | 1.  | 2.  | 185    |
| 3.      | Manuel Giao Nicolo Debertolis | Włochy        | –     | –   | –   | 1.  | 100    |
| 4.      | Weselin Iliew Jordan Dimitrow | Bułgaria      | –     | –   | –   | 3.  | 70     |
|         | Paweł Spratek Patryk Budny    | Polska        | –     | –   | –   | NO  | 0      |